# Aserbaidschanische Demokratische Partei
Die Aserbaidschanische Demokratische Partei (aserbaidschanisch Azərbaycan Demokrat Partiyası, auch ADP als Abkürzung verwendet) ist eine liberale Oppositionspartei mit 20.000 Mitgliedern in Aserbaidschan.
2000 schloss sich die ADP mit der Partei „Demokratischer Weg“ zusammen, und 2005 bildete sie gemeinsam mit der Volksfront Aserbaidschans und der Partei Müsawat den Wahlblock „Freiheit“ (aserbaidschanisch Azadlıq). Die ADP konnte allerdings bei den nationalen Parlamentswahlen 2005 im Gegensatz zu den anderen beiden Parteien keine Abgeordnetensitze erringen.

## Geschichte
Die Aserbaidschanische Demokratische Partei wurde von insgesamt 27 Personen noch zu Zeiten der Sowjetunion, in der Aserbaidschanischen Sozialistischen Sowjetrepublik, am 26. Januar 1991 gegründet. Am 17. Oktober des gleichen Jahres wurde sie durch das Ministerkabinett der Autonomen Sozialistischen Sowjetrepublik Nachitschewan (ASSR Nachitschewan, heute Autonome Republik Nachitschewan) registriert. Vom nationalen Justizministerium wurde die Partei erst am 14. März 1993 registriert – nach der Verabschiedung eines neuen Gesetzes über die politischen Parteien. Später im selben Jahr, wurde der Hauptsitz der Partei in die Hauptstadt Baku verlegt. 
Sardar Jalaloglu wurde auf dem ersten ADP-Kongress zum Parteivorsitzenden gewählt und blieb zwischen 1994 und 1996 die einzige Führungsperson der ADP. Um die Beteiligung der ADP bei der Parlamentswahl zu verhindern, machte das Ministerium für Justiz aus politischen Gründen die Registrierung der Partei am 1. September 1995 rückgängig. Als Ergebnis eines fünf Jahre andauernden intensiven und immer weitergehenden Kampfes, sowie durch den Druck internationaler Organisationen und des diplomatischen Corps auf die Regierung, hatte das Justizministerium die ADP wieder neu registriert.